# Ponerites karaganensis
Ponerites karaganensis är en myrart som beskrevs av Gennady M. Dlussky 1981. Ponerites karaganensis ingår i släktet Ponerites och familjen myror. Inga underarter finns listade i Catalogue of Life.